# Салон Кітті
«Салон Кітті» (італ. Salon Kitty) — один з фільмів класика еротичного кіно Тінто Брасса, що став одним з відомих фільмів європейської еротики. Цей фільм є антифашистським і знятий у традиціях Федеріко Фелліні і Лукіно Вісконті. Фільм заснований на реальних подіях і розповідає про моральний занепад у нацистській Німеччині. Публічний будинок дійсно існував в Берліні на вул. Гізебрехтштрассе, 11.
Цей фільм приніс Тінто Брасу перший великий міжнародний успіх. Прем'єра фільму відбулася 2 березня 1976 року в Італії.
Після скандального успіху в Європі фільм був відредагований, при цьому були вирізані еротичні сцени. Урізана, більш коротка версія стала доступна широкому загалу глядачів. У такому вигляді під назвою «Мадам Кітті» фільм був показаний в США (прем'єра 21 січня 1977 року), а потім транслювався телебаченням багатьох країн.

## Сюжет
Головна героїня фільму — танцівниця мадам Кітті (в реальності Kitty Schmidt (справжнє ім'я — Катаріна Zammit; 1882—1954), яка живе у нацистській Німеччині. Вона власник одного з найрозкішніших борделів Берліна, куди регулярно приходять керівники рейху. Одного разу високопоставлений офіцер СС Гельмут Валленберг погрожує закрити заклад і змушує Кітті змінити весь персонал салону і перевести сам салон в інше приміщення.
Тепер салон укомплектований тільки жінками чистої арійської крові і одночасно лояльними до фашистського режиму. Кожна кімната в новому борделі обладнана таємними пристроями прослуховування. І Валленберг може не тільки збирати матеріал для шантажу неугідних йому людей, але й з'ясовувати, хто висловлює в розкутій атмосфері крамольні думки про режим Гітлера.
У Валленберга все йде гладко до пори до часу. Його коханка Маргеріта, молода і симпатична дівчина, закохується в офіцера люфтваффе Ганса Райтера, який розчарувався війною та ідеями націонал-соціалізму. Маргеріта знаходиться в хороших відносинах з Кітті, вони довіряють один одному. І тепер, коли Маргеріта дізнається справжню мету існування борделю, вона хоче з допомогою Кітті перешкодити проведенню операції Валленберга.

## В ролях
- Головні ролі
  - Інгрід Тулін — Кітті Келлерманн
  - Гельмут Бергер — Гельмут Валленберг
  - Тереза Енн Савой — Маргеріта
  - Джон Стайнер — Бьєндо
- Інші ролі
  - Марія Мічі — Хільде
  - Сара Сператі — Хельга
  - Джон Айрленд — Кліфф
  - Стефано Сатта Флорес — Діно
  - Бекім Фехмію — Ганс Райтер
  - Тіна Омон — Герта Валленберг
  - Роземарі Ліндт — Сусан
  - Паола Сенатора — Маріка
  - Александра Богоєвич — Глорія
  - Дан ван Хусен — Раусс
  - Ульріх Хаупт